# Tetra skvělá
Tetra skvělá (Hemigrammus pulcher) je sladkovodní rybka, tvarem a velikostí podobná tetře svítivé (Hemigrammus ocelifer).

## Popis
Je typická zlatavě se lesknoucí skvrnou na kořenu ocasu. Tělo této ryby je vysoké, ploché ze stran silně zploštělé. Dospělý jedinci dosahují délky až 50 mm a mají hřbet a přední část těla tmavě šedozelenou s odstínem až zelené, horní část je tmavší než dolní, která je světlá, až s purpurově měděným nádechem. Směrem k břichu přechází zbarvení do stříbřitého. Podobně jako u jiných stříbřitých druhů i tato tetra se při dopadu světla z boku třpytí. Okraje šupin jsou zvýrazněné. Horní část duhovky oka je červená, spodní světlezelenomodrá. Spodní část ocasního stébla je tmavá. Nad černým zbarvením se táhne zlatavý pruh. Hlava je tmavě zelená, oční duhovka je z poloviny červená, tlamička je černá.Červená skvrna je za skřelemi, červenavou barvu mají i hřbetní, řitní i ocasní ploutev. Tyto ploutve mají zlatavý lem. Na násadci ocasu je klínovitá červená zlatě lemovaná skvrnou. Ocitne-li se rybka proti světlu je patrný plynový měchýř.
- Samečci jsou štíhlejší, proti světlu je jim dobře vidět plynový měchýř, který mají zakulacený.
- Samička je silnější a plnější a plynový měchýř, který je proti světlu hůře patrný, je zašpičatělý.

## Rozšíření
Pochází z Jižní Ameriky a přirozenými lokalitami výskytu jsou povodí horní Amazonky, SV území Peru (okolí města Iquitos – deštný prales).

## Chov
- Kyselost: doporučená pH 6–7,5
- Tvrdost: doporučená 6–15° dGH
- Teplota: 22–28 °C

Chováme je ve společnosti druhově podobných, nebo menších rybek. Jedná se o další z tetrovitých ryb vhodných do společenských nádrží. Je to skupinová rybka, takže vynikne v houfu. Pokud bude v nádrži málo jedinců, mohou se stát plachými a budou neustále ukrytí. Zdržuje se převážně ve středním pásmu nádrže. Její barvy nejvíce vyniknou nad tmavým dnem, při slabším osvětlení. Nádrž by měla být s dostatkem rostlin i plovoucích, skýtajících jak dostatek úkrytů, tak s prostorem pro plavání. Je nenáročná na vodu, nutno však akvárium udržovat v čistotě a pravidelně vyměňovat část vody, neboť dlouhodobější přítomnost dusíkatých látek jim nesvědčí. Vodu je vhodné filtrovat přes rašelinu.
Jako většina tetrovitých je všežravec – potravou jsou nitěnky, roupice, pakomáří larvy a tzv. patentky, (perloočky, dafnie, buchanky, a to živé nebo i mražené, apod.) a suché vločkové krmivo. Krmit je lépe méně, ale častěji, potrava by měla být pestrá. Nenáročná ryba, spokojí se však i jen se suchým krmením, ale je potřeba aby bylo rozmanité.

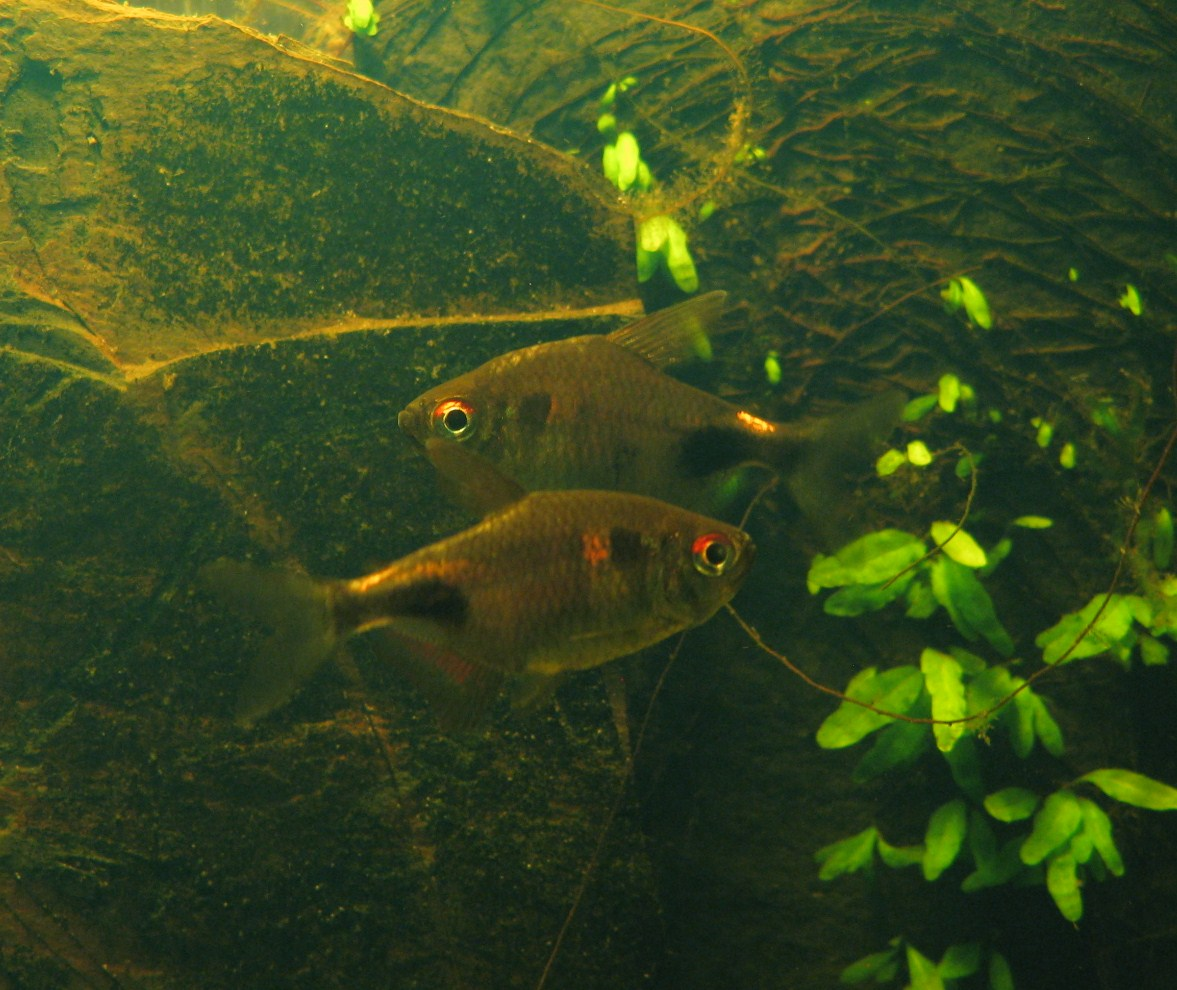
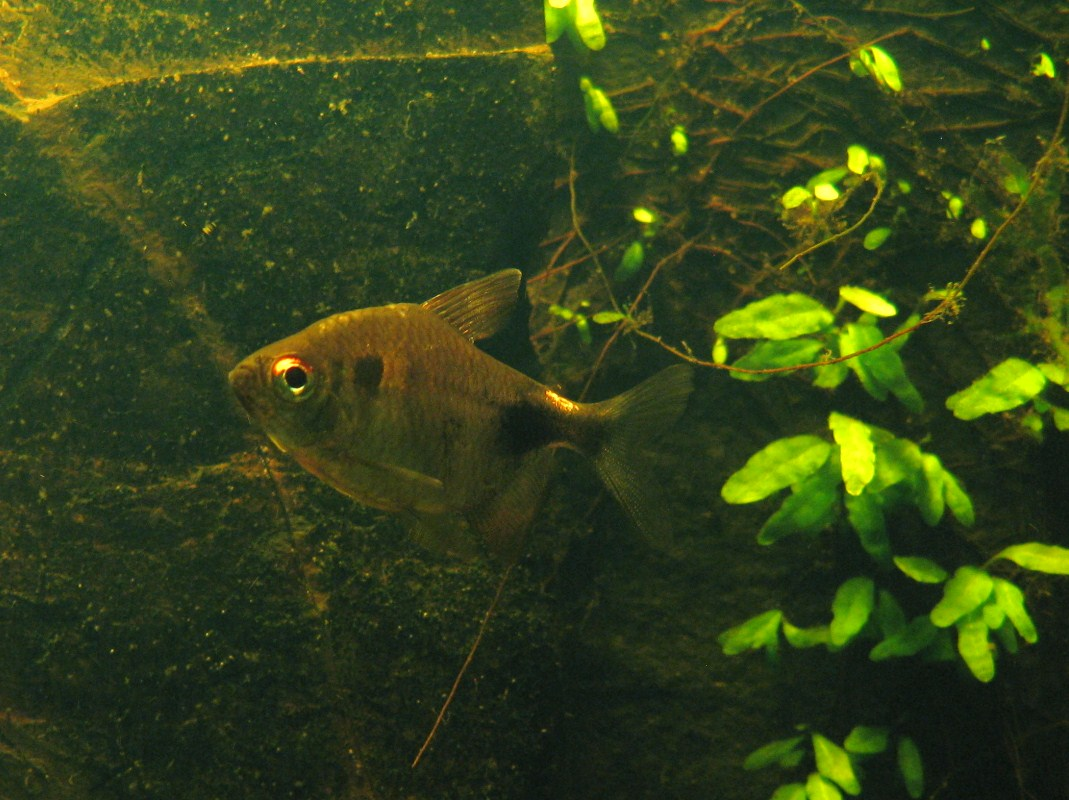
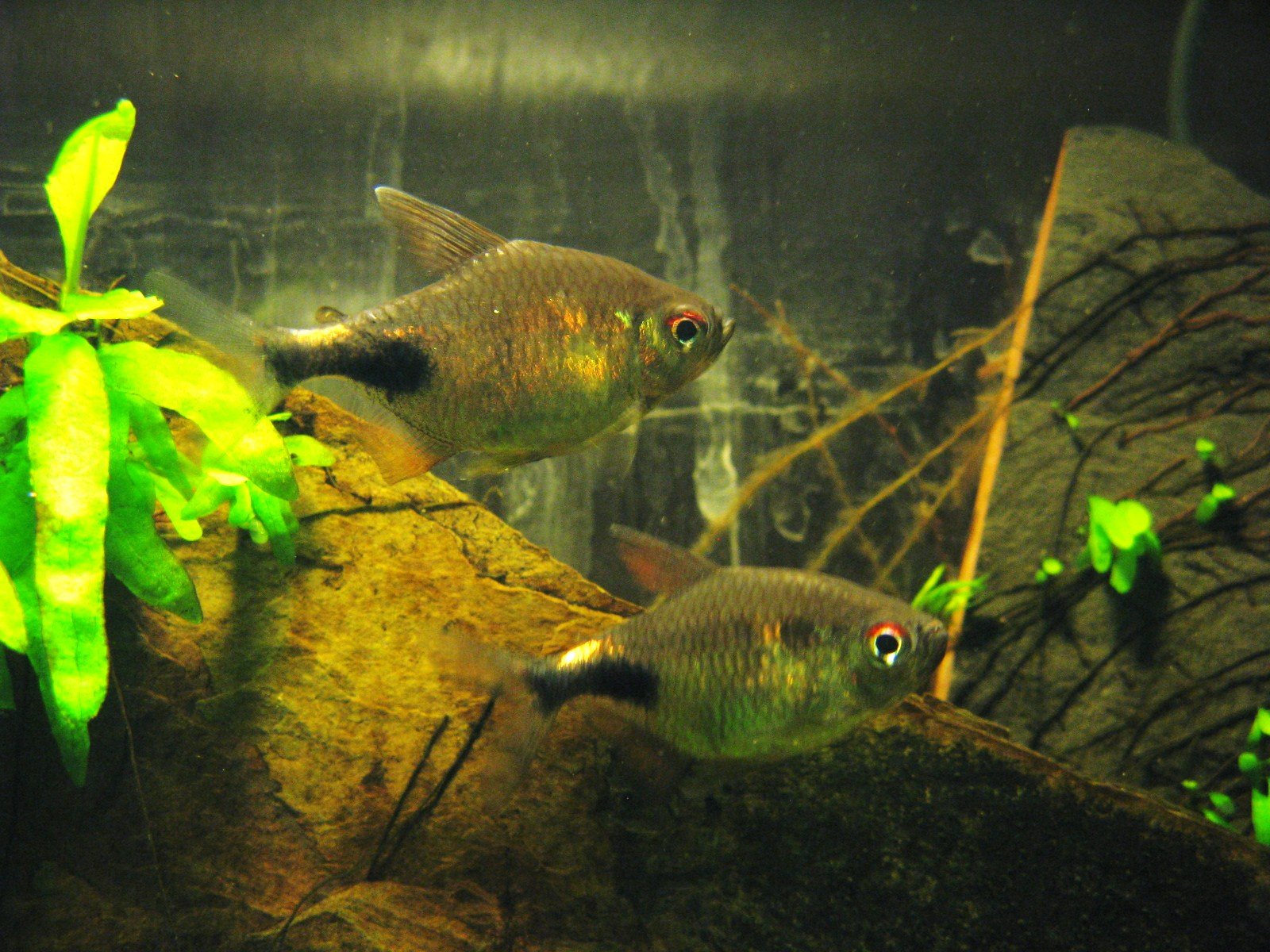

## Rozmnožování
Odchov je poněkud problematičtější. Ne vždy se podaří najít vhodný reprodukční pár. Nezřídka se stává, že sameček v vytírací nádrži „uštve“ samičku. Pro odchov volíme menší nádrž cca 10–15 litrů/chovný pár. Voda měkká, mírně kyselá (cca pH 6,5) nejlépe filtrovaná přes rašelinu (2–4 °dH) a je vhodnější vyšší sloupec vody (60cm). Postupně zvyšujeme teplotu na 27–28 °C. Nádrž by neměla být vystavena přímému slunečnímu svitu, je proto nutné ji zastínit. Ale i v tomto případě je možné, že rybky se k sobě nebudou hodit. Nedojde-li ke tření, je nutno vyměnit samečka. Jen u dobře sladěného páru lze očekávat kladný výsledek.
Tření probíhá v jemnolistých rostlinách. Rybky se vytírají do jemnolistých rostlin a plůdek se líhne do 24 hodin. Rybky požírají jikry, proto je ihned po vytření odlovíme. Nádrž s jikrami, kterých může být i několik set, je nutné zatemnit, jelikož jikry jsou choulostivé na světlo. Potěr se rozplave za dalších 6–7 dní, vyžaduje dlouho jen jemnou živou potravu (krmí se mikrami a jednobuněčnými živočichy, např. trepkami). Potěr roste velmi pomalu a v prvních dnech a týdnech bývá velmi plachý, vyhledává tmavá místa a jen tam přijímá potravu. Je velmi vhodné vytvořit v nádrži tyto tmavá místa, například převráceným květináčem, umístěním částí slupek kokosových ořechů, apod. Počet odchovanců proto nebývá vždy velký.
Potěr je v prvních měsících velmi choulostivý na přelovování a je poměrně citlivý na dusičnany, proto se doporučuje častá, ale jen částečná výměna vody.